# From Them, Through Us, to You
From Them, Through Us, to You es el álbum debut de la banda de rock Madina Lake. El álbum fue lanzado en Estados Unidos el 27 de marzo de 2007 vía Roadrunner Records mientras que en el Reino Unido fue publicado un día antes. 
El álbum debutó en el número 154 en el Billboard 200 de los Estados Unidos y en el número tres del Billboard Top Heatseekers chart, mientras que en el Reino Unido debutó en el número 60 en el UK Albums Chart.
Del álbum fueron publicados cuatro sencillos: "House of Cards", "Here I Stand", "One Last Kiss" y "Pandora", todos con sus respectivos vídeos musicales.

## Lista de canciones
1. "The Auspice" – 2:00
2. "Here I Stand" – 3:23
3. "In Another Life" – 3:11
4. "Adalia" – 2:31
5. "House of Cards" – 3:36
6. "Now or Never" – 4:11 (3:23 on advanced version)
7. "Pandora" – 3:24
8. "Stars" – 3:59
9. "River People" – 4:27
10. "One Last Kiss" – 3:27
11. "Me Vs. the World" – 3:08
12. "Morning Sadness" – 5:22 (3:46 on advanced version)
13. "True Love" – 6:02 (3:56 on advanced version)

### Bonus tracks
1. "Again & Again" - 3:15
2. "We'll Be Okay" - 2:52
3. "Today" (Smashing Pumpkins Cover) - 3:21
4. "Escape from Here" (from The Disappearance Of Adalia EP) - 3:33
5. "Here I Stand" (Acoustic)